# Самодуров, Вадим Владимирович
Вадим Владимирович Самодуров (род. 27 февраля 1977, Переславль-Залесский, Ярославская область) — политолог, журналист, писатель.

## Книги
Автор книг «Первая двадцатка: самые богатые люди России» и «Самые богатые люди Земли. Большая двадцатка». В начале 2020 года вышел художественный роман «Дотянуться до звезд», рассказывающий историю девочки-спортсменки из провинциального города (автор издал его под псевдонимом, объясняя это тем, что его имя тесно срослось с темами, далекими от романтики). Роман номинирован на литературные премии «Нос», «Независимое искусство» и «Большая книга», а также получила высокие оценки от литературных блогеров.

## Журналистская деятельность
Работал корреспондентом в изданиях «Новая газета», «Известия», «Итоги», «Огонек». Был ведущим первой полосы еженедельника «Вечерняя Москва».

## Политическая деятельность
В 2005 году баллотировался на выборах в Московскую городскую думу. Предвыборный консультант президента Сербии Томислава Николича. Цитируется как «политолог, близкий к Кремлю» в нескольких ведущих СМИ, в частности, в «Новой газете» и РБК. Издание Meduza в статье «Владислав Сурков уходит из политики. Почему его работа в Донбассе провалилась?» называет Самодурова знакомым Суркова (Помощник президента Российской Федерации в 2013 — 2020 гг). Издание приводит мнение Самодурова о том, что Сурков допустил просчёты в работе по курированию непризнанных республик ДНР и ЛНР. «Новая газета» называет Самодурова человеком, организовавшим и финансировавшим пресс-центр «Новороссия», критиком действий России на Донбассе (как эксперт и политолог Самодуров занимался Донбассом с 2014 г.). В частности, Самодуров называет «...историю со сбитым «Боингом» чудовищную во всех отношениях». 

## Руководящая деятельность
В 2010—2011 гг. работал управляющим делами Института социально-экономических и политических исследований (ИСЭПИ). Управляющий партнер «Агентства стратегических коммуникаций».

## Семья
Состоял в гражданских отношениях с олимпийской чемпионкой по художественной гимнастике Верой Бирюковой. Воспитывает сына от первого брака.